# Луиза Шарлотта Мекленбург-Шверинская
Луиза Шарлотта Мекленбург-Шверинская (нем. Luise Charlotte von Mecklenburg-Schwerin; 19 ноября 1779, Шверин — 4 января 1801, Гота) — принцесса Мекленбург-Шверинская, в замужестве наследная герцогиня Саксен-Гота-Альтенбургская.

## Биография
Луиза Шарлотта — старшая дочь герцога Мекленбург-Шверина Фридриха Франца I, впоследствии получившего титул великого герцога, и его супруги Луизы, принцессы Саксен-Гота-Альтенбургской.
Некоторое время в 1795 году Луиза Шарлотта была помолвлена с королём Швеции Густавом IV Адольфом, но тот разорвал помолвку, выбрав в жёны российскую великую княжну Александру Павловну. Луиза Шарлотта в 1797 году вышла замуж за наследного герцога Августа из дома Саксен-Гота-Альтенбург, к которому принадлежала её мать. Тем самым у Луизы Шарлотты с супругом были общие прадед Фридрих II Саксен-Гота-Альтенбургский и прабабка Магдалена Августа Ангальт-Цербстская.
21 декабря 1800 года у них родилась дочь Луиза Саксен-Гота-Альтенбургская, которая впоследствии вышла замуж за герцога Эрнста I Саксен-Кобург-Заальфельдского. Луиза Шарлотта умерла от послеродовых осложнений ещё до вступления супруга на герцогский престол в Саксен-Гота-Альтенбурге.